# Chu Hùng
Chu Hùng (1956 - 7 tháng 2 năm 2024) là một diễn viên sân khấu kịch và điện ảnh Việt Nam. Ông chuyên đóng các vai phản diện, nổi tiếng nhất là vai Bắc "đại bàng" trong Nước mắt của mẹ và Thế "chột" trong Người phán xử

## Tiểu sử
NSƯT Chu Ngọc Hùng sinh năm 1956, sinh ra và lớn lên tại Hà Nội, từng công tác tại Nhà hát kịch Hà Nội. Ông là con trai duy nhất trong gia đình, dưới ông còn có 4 người em gái. Từ nhỏ, nam nghệ sĩ đã có "máu" nghệ sĩ và nhiều năng khiếu thiên về nghệ thuật. Ông từng thi cả hai ngành đó là hội họa và diễn viên. Sau khi tốt nghiệp, nghệ sĩ Chu Hùng đầu quân cho Đoàn kịch nói Hà Nội và bắt đầu sự nghiệp diễn viên chuyên nghiệp.
Trong thời gian công tác tại Nhà hát Kịch Hà Nội, nghệ sĩ Chu Hùng ghi dấu ở hai vở Tôi và chúng ta và Tình sử ngàn năm.
Khác với vẻ ngoài gai góc, hung dữ như trên phim trường, nam nghệ sĩ được bạn bè, đồng nghiệp nhận xét sống nội tâm, mộc mạc, chân thành. Những lúc ở nhà, ông thích nấu ăn, dọn dẹp nhà cửa, thêu thùa. Sinh thời, diễn viên thường để râu dài, vận bộ quần áo kaki. Ông từng cho biết ăn vận như vậy vì ngưỡng mộ phong cách của Chủ tịch Hồ Chí Minh.

## Gia đình
Nam nghệ sĩ đã trải qua tận hai cuộc hôn nhân. Nghệ sĩ Chu Hùng kết hôn với mối tình đầu sau 8 năm làm việc cùng nhau nhưng chẳng bao lâu thì đổ vỡ. Ông sau đó kết hôn với nữ nghệ sĩ Kim Thu. 
Ông có tổng cộng 2 người con trai. Người con lớn với người vợ đầu của ông hiện tại làm nghề cảnh sát giao thông. Người con út của ông với bà Kim Thu chính là nam Streamer nổi tiếng Chu Việt Dũng (bí danh: Mimosa), vì vậy ông cũng được biết đến qua biệt danh "Bố Mimosa"

## Qua đời
Vào ngày 7 tháng 2 năm 2024 (tức ngày 28 Tết), gia đình cho biết nam nghệ sĩ đã qua đời tại nhà riêng sau một thời gian chống chọi với bệnh tật, thọ tuổi 68. Những năm cuối đời, nghệ sĩ ít đóng phim, ở nhà quây quần bên con cháu. Lễ viếng của cố nghệ sĩ được tổ chức vào ngày 8 tháng 2 tại Nhà tang lễ Bệnh viện Hữu nghị Việt Xô, số 1 Trần Khánh Dư, Hà Nội.

## Các phim đã tham gia
Phim truyền hình
- Chuyện ngoài sân cỏ (1998) vai Sơn
- Nước mắt của mẹ (1999) vai Bắc "đại bàng"
- Những ngọn nến trong đêm (2002) vai Liêu
- Đất và người (2002) vai Tám lé
- Nữ phóng viên (2003) vai Phi
- Biển trời mênh mang (2004) vai Bố Quý
- Cô gái đến từ Băng Cốc (2004) vai Lê Lan
- Bản lĩnh người đẹp (2005) vai Lực
- Lãnh địa đen (2005) vai Du
- Bản lĩnh (Bản lĩnh người đẹp phần 2) (2007) vai Lực
- Cổ vật (2008) vai Xa
- Mặt nạ hoàn hảo (2010) vai Vấn "sầm"
- Thái sư Trần Thủ Độ (2013) vai Quách Bốc
- Bí mật tam giác vàng (2013) vai Quang
- Người phán xử (2017) vai Thế "chột"
- Tỷ phú đè đại gia 2 (phim hài tết) (2019) vai Hùng Chột

 Phim điện ảnh
- Đông Dương (1992) vai Chồng của Sao
- Xích lô (1995) vai Kẻ cướp tiền
- Mùa hè chiều thẳng đứng (2000) vai Quốc
- Con gái ông chủ vườn thuốc (2006) vai Người đàn ông ở ký túc xá

 Kịch 
- Tôi và chúng ta
- Tình sử ngàn năm